# Bobsleigh als Jocs Olímpics d'Hivern de 1932 - Dos homes
Als Jocs Olímpics d'Hivern de 1932 celebrats a la ciutat de Lake Placid (Estats Units d'Amèrica) es disputà una prova de bobsleigh a dues persones, que unida a la prova de 4 persones formà part del programa oficial de bobsleigh als Jocs Olímpics d'Hivern de 1932. La prova es disputà entre elss dies 8 i 9 de febrer de 1932 a les instal·lacions de Lake Placid.

## Comitès participants
Hi participaren un total de 24 competidors de 8 comitès nacionals diferents:
| - Alemanya (4) - Àustria (2) - Bèlgica (4) - Estats Units (4) |  | - França (2) - Itàlia (4) - Romania (2) - Suïssa (2) |

## Resum de medalles
| Or                                                  | Argent                                         | Bronze                                           |
| Estats Units · USA IHubert Stevens · Curtis Stevens | Suïssa · Suïssa IIReto Capadrutt · Oscar Geier | Estats Units · USA IIJohn Heaton · Robert Minton |

## Resultats
| Lloc | Equip                  | Participants                           | Ronda 1 | Ronda 2 | Ronda 3 | Ronda 4 | Final   |
| ---- | ---------------------- | -------------------------------------- | ------- | ------- | ------- | ------- | ------- |
| 1    | Estats Units · USA I   | Hubert Stevens Curtis Stevens          | 2:13.10 | 2:04.27 | 1:59.69 | 1:57.68 | 8:14.74 |
| 2    | Suïssa · Suïssa I      | Reto Capadrutt Oscar Geier             | 2:05.88 | 2:07.21 | 2:03.52 | 1:59.67 | 8:16.28 |
| 3    | Estats Units · USA II  | John Heaton Robert Minton              | 2:15.02 | 2:07.51 | 2:04.29 | 2:02.33 | 8:29.15 |
| 4    | Romania · Romania I    | Alexandru Papană Dumitru Hubert        | 2:15.51 | 2:07.82 | 2:06.12 | 2:03.02 | 8:32.47 |
| 5    | Alemanya · Alemanya I  | Hanns Kilian Sebastian Huber           | 2:15.27 | 2:11.08 | 2:05.82 | 2:03.19 | 8:35.36 |
| 6    | Itàlia · Itàlia I      | Teofilo Rossi Italo Casini             | 2:15.45 | 2:08.10 | 2:06.58 | 2:06.20 | 8:36.33 |
| 7    | Alemanya · Alemanya II | Werner Huth Max Ludwig                 | 2:11.53 | 2:11.58 | 2:11.32 | 2:10.62 | 8:45.05 |
| 8    | Itàlia · Itàlia II     | Agostino Lanfranchi Gaetano Lanfranchi | 2:20.08 | 2:13.47 | 2:08.00 | 2:09.11 | 8:50.66 |
| 9    | Bèlgica · Bèlgica I    | Max Houben Louis Van Hege              | 2:17.68 | 2:14.90 | 2:10.90 | 2:09.62 | 8:53.10 |
| 10   | Bèlgica · Bèlgica II   | Christian Hansez Jacques Maus          | 2:17.01 | 2:16.74 | 2:13.59 | 2:13.81 | 9:01.15 |
| 11   | França · França I      | Louis Balsan Armand Delille            | 2:20.10 | 2:19.37 | 2:13.56 | 2:09.56 | 9:02.59 |
| 12   | Àustria · Àustria I    | Hugo Weinstengl Johann Gudenus         | 2:23.83 | 2:21.82 | 2:16.19 | 2:14.58 | 9:16.42 |